# بريت كونولي
بريت كونولي (بالإنجليزية: Brett Connolly)‏ (و. 1992  م) هو لاعب هوكي الجليد كندي، ولد في كامبل ريفر، كولومبيا البريطانية، مركز لعبه هو جناح ‏.
.

## روابط خارجية
- بريت كونولي على موقع دوري الهوكي الوطني (الإنجليزية)
- بريت كونولي على موقع EliteProspects.com (الإنجليزية)
- بريت كونولي على موقع HockeyDB.com (الإنجليزية)
- بريت كونولي على موقع Hockey-Reference.com (الإنجليزية)